# Antinisa hillebrandtii
Antinisa hillebrandtii är en videväxtart som först beskrevs av Henri Ernest Baillon, och fick sitt nu gällande namn av Hutchinson. Antinisa hillebrandtii ingår i släktet Antinisa och familjen videväxter. Inga underarter finns listade i Catalogue of Life.